# 지장시왕도 (보물 제1994호)
지장시왕도(地藏十王圖)는 서울특별시 관악구 호림박물관에 있는 조선시대의 불화이다. 2018년 6월 27일 대한민국의 보물 제1994호로 지정되었다.

## 개요
'지장시왕도'는 화기(畵記)에 의해 1580년(선조 13)에 조성된 것으로 추정되는 불화로 대시주자(大施主者) 한 명의 시주로 조성되었다. 주존(主尊)인 지장보살과 무독귀왕, 도명존자의 지장삼존을 중심으로 명계(冥界)를 다스리며 망자(亡者)의 생전의 죄업을 판단하는 열 명의 시왕, 판결과 형벌 집행을 보좌하는 권속을 한 화폭에 배치하였다.
화면은 다소 어두운 감이 있으나 색감이 서로 조화를 이루고 있으며 신체와 각종 의장물(儀仗物)의 묘사가 매우 세밀하면서도 뛰어난 묘사력을 갖추었다. 현존하는 조선 16세기 불화는 대부분 일본 등 국외에 소재하며 국내에 전해지는 사례는 드문 편이다. 이 작품은 명확한 화기 기록을 갖추고 있어 제작 시기를 분명하게 알 수 있으며 인물의 배치와 구도, 지장보살을 비롯한 여러 권속의 도상과 화면의 양식적 특징에서 조선 중기 불교회화를 대표하는 작품으로서 의의가 있다.

## 참고 자료
- 지장시왕도 - 국가유산청 국가유산포털